# Дрожжевой экстракт

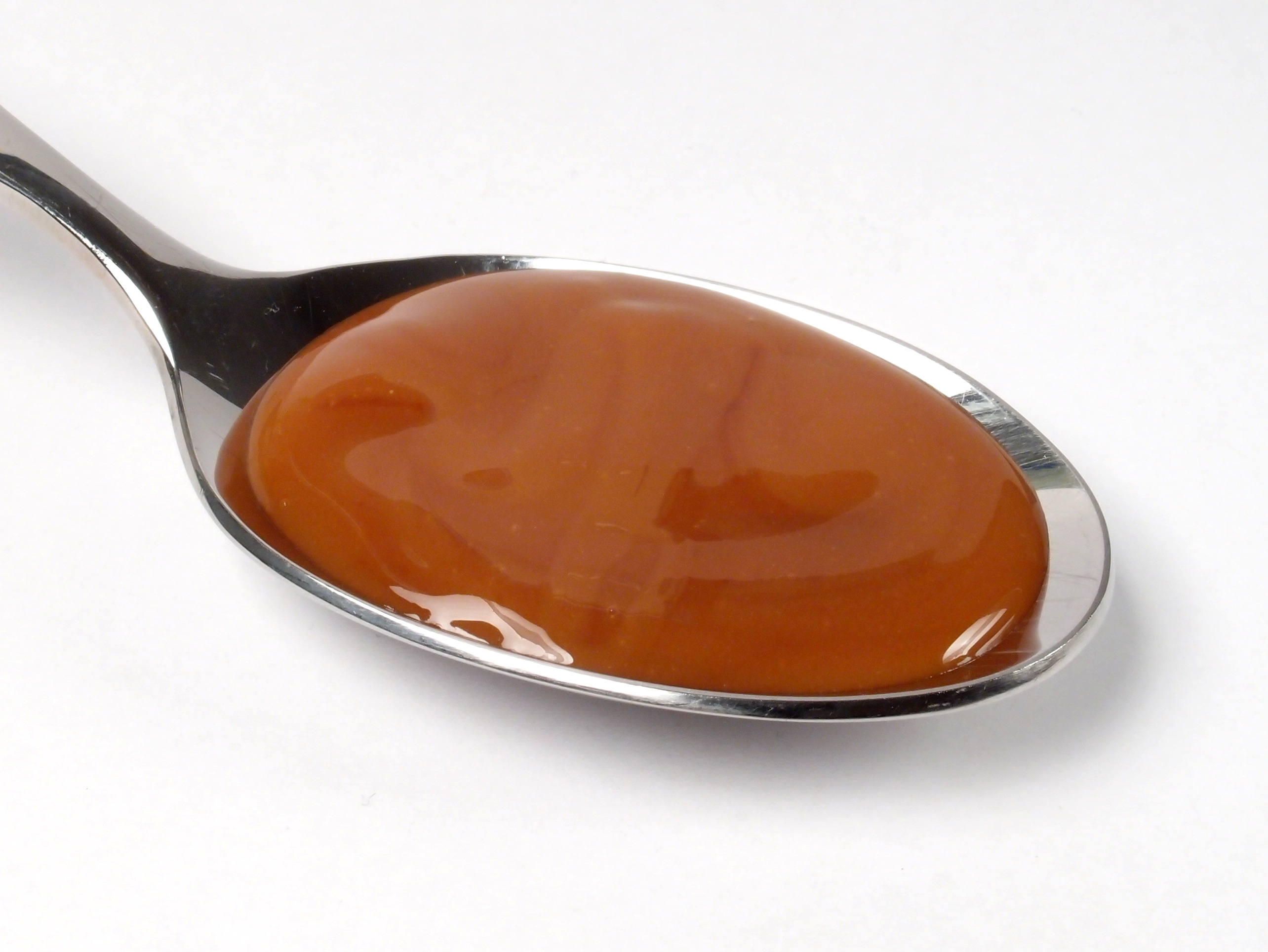
Дрожжевой экстракт

Дрожжевой экстракт — водорастворимая фракция свободных пептидов и аминокислот, которая образуется в результате распада дрожжей под действием ферментов или при нагревании. Дрожжевые экстракты изначально производят из хлебопекарных или пивных дрожжевых культур, выращенных на мелассе. Экстракт имеет дрожжевой, но довольно острый вкус, и похож на мясной бульон (умами). Его используют как пасту на хлеб, приправу и усилитель вкуса. Другая область применения дрожжевого экстракта - питательные среды в бактериологии (например, среда LB), в них дрожжевой экстракт, прежде всего, выступает источником витаминов.

## Производство
Для изготовлении дрожжевого экстракта берут богатые белком, специально выведенные роды дрожжей, в частности, хлебопекарные дрожжи, Torula, пивные, молочные и кормовые дрожжи. Разрушение клеток и связанное с этим процессом выделение клеточного сока, как правило, происходит с помощью автолиза. Собственные протеазы и гидролазы дрожжей гидролизируют содержимое клеток, в результате чего цепочки белков разворачиваются в пептиды и аминокислоты, ДНК и РНК в нуклеотиды. Чтобы увеличить содержание нуклеотидов, необходимо добавить собственные ферменты дрожжей с нуклеазой. Помимо прочего добавляют нуклеотиды гуанозинмонофосфат и инозиновую кислоту, усиливающие вкус дрожжевого экстракта.
Помимо автолиза разрушение клеток можно осуществить путём термолиза, при котором дрожжевые клетки нагреваются в воде, или путём плазмолиза с добавлением раствора соли и сахара.
Впоследствии автолизат или гидролизат освобождают от нерастворимых клеточных элементов путём отделения концентрата, который при необходимости высушивают. В результате получается пастообразный дрожжевой экстракт с содержанием сухого вещества 70—80 % или порошок с содержанием сухого вещества 95—97 %.

## Состав
Основными компонентами дрожжевого экстракта являются продукты распада белков (пептиды, свободные аминокислоты) и нуклеотиды. В качестве примера приведён состав дрожжевого экстракта, полученный методом автолиза, с содержанием сухого вещества 70 %. Среди содержащихся в экстракте аминокислот значительное количество занимает глютаминовая кислота. Пропорции аминокислот в сухом веществе представлены в таблице.
| Аминокислота                | Процент |
| --------------------------- | ------- |
| Аспарагиновая кислота       | 8,0 %   |
| Треонин                     | 2,3 %   |
| Серин                       | 2,7 %   |
| Глутаминовая кислота        | 11,9 %  |
| Пролин                      | 1,8 %   |
| Глицин                      | 3,1 %   |
| Аланин                      | 5,6 %   |
| Цистеин                     | 0,4 %   |
| Валин                       | 3,8 %   |
| Метионин                    | 0,7 %   |
| Изолейцин                   | 4,7 %   |
| Лейцин                      | 3,1 %   |
| Тирозин                     | 1,4 %   |
| Фенилаланин                 | 1,8 %   |
| Лизин                       | 6,8 %   |
| Гистидин                    | 1,5 %   |
| Аргинин                     | 1,3 %   |
| Диаминовалериановая кислота | 0,3 %   |

Как и дрожжи, дрожжевой экстракт сравнительно богат витаминами группы B, которые содержатся в исследуемом образце в следующих объемах:
| Витамин    | мг/100 г |
| ---------- | -------- |
| Витамин B1 | 3,0      |
| Витамин B2 | 11,9     |
| Витамин B6 | 2,3      |
| Витамин B3 | 68,0     |
| Витамин B7 | 0,17     |
| Витамин B9 | 3,1      |
| Витамин B5 | 30,0     |

## Использование

### Вкусоароматическая добавка
Дрожжевой экстракт имеет солёный вкус и является усилителем вкуса, так как, в частности, содержит глутаминовую, гуанидиловую и инозиновую кислоты. По этой причине он используется в пищевой промышленности как ароматизатор в производстве соусов, супов и полуфабрикатов.
В соответствии с регламентом Европейского совета № 1334/2008 дрожжевой экстракт как вкусоароматическая добавка может маркироваться термином «натуральный». В отличие от него натриевые или калиевые соли указанных кислот обозначаются как «ароматизаторы». Так как дрожжевой экстракт содержит глутаминовую кислоту, то Food and Drug Administration разрешает не указывать её на упаковке как пищевую добавку. Но в то же время агентство запрещает помещать на продукте маркировку «не содержит глутамата натрия» и указывать его в составе ингредиентов в качестве приправы или пряности.

### Пищевой продукт

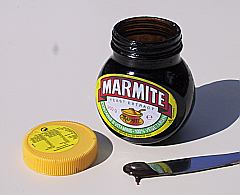
Паста Marmite на основе дрожжевого экстракта

Дрожжевой экстракт используют в качестве основы для производства различных спредов, обычно с добавлением других ингредиентов. В Великобритании и Новой Зеландии выпускают пасту под названием Marmite, в Швейцарии — Cenovis, в Австралии — Vegemite, в Германии — Vitam-R.
Как и дрожжи, дрожжевой экстракт богат витаминами B1, B2, B3, ниацином, биотином, фолиевой и пантотеновой кислотой, поэтому он применяется и в медицинской диете.